# Antônio Carlos
Antônio Carlos là một đô thị thuộc bang Minas Gerais, Brasil. Đô thị này có diện tích 525,025 km², dân số năm 2007 là 11563 người, mật độ 22,2 người/km².